# Giuncugnano
Giuncugnano ist eine Fraktion der italienischen Gemeinde (comune) Sillano Giuncugnano in der Provinz Lucca, Region Toskana.

## Geografie
Giuncugnano liegt bei 876 m s.l.m. Der Ort liegt in der oberen Garfagnana und gehört zum Nationalpark Appennino Tosco-Emiliano. Er ist über die Staatsstraße 45 mit Aulla und Castelnuovo di Garfagnana verbunden.

## Geschichte
Die Fraktionen Magliano und Ponteccio wurde im 8. Jahrhundert zuerst urkundlich erwähnt. Im 14. Jahrhundert ging der Ort von der Herrschaft Luccas in den Besitz der Familie Este über, zu dem er bis zur Einigung Italiens gehörte. Bis zum 31. Dezember 2014 war der Ort eine eigenständige Gemeinde. Seitdem ist sie mit Sillano Teil der neuen Gemeinde Sillano Giuncugnano. Die Gemeinde Giuncugnano zählte bei ihrer Auflösung 471 Einwohner. Zur Gemeinde gehörten auch die Fraktionen Magliano, Ponteccio, Gragna, Varliano und Capoli. Nachbargemeinden waren Casola in Lunigiana, Fivizzano, Minucciano, Piazza al Serchio und Sillano.

## Wirtschaft
In der Landwirtschaft spielt vor allem Rinder und Schafzucht eine Rolle, daneben bestehen Unternehmen in Handwerk und Handel sowie Einrichtungen des Tourismus.